# La Pie saoule
La Pie saoule est  un roman d’Henri Vincenot écrit en 1952 à partir de lettres adressées de 1849 à 1852 par son frère à Alexandre Vincenot, alias Lazare Denizot, arrière-grand-père de l’écrivain. Le récit picaresque, publié en 1956 puis réédité, reconstitue l’existence des premiers cheminots.

## L’époque
Le récit se déroule au cours de la Deuxième République après les troubles de 1848 et jusqu’aux lendemains du coup d’État de Louis-Napoléon Bonaparte.
Lazare, peu intéressé par la politique est a priori plutôt hostile au Prince-président en qui il voit un successeur de l'Empereur Napoléon Ier, « effroyable consommateur d'adultes bien portants ». Son opinion évolue car, souffrant du marasme des années 1848-1851 qui supprime les embauches, il apprend que celui-ci est favorable à la relance du programme ferroviaire.

## Le récit
Le récit qui s’appuie sur des éléments tirés des courriers découverts par l’écrivain est fortement romancé.
Lazare Denizot, maréchal-ferrant  et chaudronnier, ancien Compagnon du Tour de France, à Châteauneuf quitte sa fiancée Céline, son frère Alexandre, sabotier, sculpteur d'images, et sa forge, pour participer à l’aventure du chemin de fer naissant, sur des sites éloignés de 35 km de son village, le chantier de la section de Tonnerre à Dijon de la ligne Paris-Lyon-Marseille à Blaisy et la ville de Dijon avec son embarcadère et son dépôt de locomotives sur un des premiers tronçons ouvert de Chalon-sur-Saône à Dijon de la future grande liaison. Ses retours au village par de longues marches dans la campagne de Bourgogne sont de plus en plus rares. Pris par la passion du chemin de fer, Lazare se déplace jusqu’à Lyon à la recherche d’une embauche comme mécanicien dans la ville pionnière du chemin de fer en France.  Au cours de ce déplacement, des altercations opposent les ouvriers des chantiers de la voie ferrée en construction sur le tronçon de Chalon-sur-Saône à Lyon, aux  rouliers  et aux mariniers inquiets de la concurrence du rail. Lors de son séjour à Lyon, épris de la fille de son hôte et emporté, de plus, par sa passion ferroviaire, Lazare oublie Céline. Après de multiples péripéties, il  décide de revenir au village où Céline, sans nouvelles depuis deux ans, l’avait cru définitivement disparu et avait épousé un voisin. Lazare, finalement embauché comme mécanicien à Dijon, dit en forme de conclusion du roman : « Tout ça, vains dieux, vaut bien de perdre un camarade [son frère dépressif resté au village] et deux bonnes amies ».

## Éditions
: document utilisé comme source pour la rédaction de cet article.
- La Pie saoule : Histoire de mon arrière grand-père, Paris, Denoël, coll. « Folio », 1956, 208 p. (ISBN 9782070371327).
- La Pie saoule, Paris, Gallimard, coll. « Folio », 1979, 187 p. (ISBN 2-07-037132-8).
- Les livres du rail : La Pie saoule, Paris, Omnibus, 2003, 110 p. (ISBN 2-258-06027-3)